# Estadio Larry Gomes
El Estadio Larry Gomes (en inglés: Larry Gomes Stadium) es un recinto deportivo situado en Malabar (Trinidad y Tobago), un distrito residencial incorporado a la parroquia de Arima (Trinidad y Tobago), una localidad de la isla de Trinidad en el país caribeño de Trinidad y Tobago, recibe el nombre de un jugador de cricket de las Indias Occidentales, Larry Gomes. El estadio fue construido para la Copa Mundial Sub -17 de 2001, que fue organizado por Trinidad y Tobago. También fue sede de los juegos de la Copa Mundial Femenina Sub - 17 de la FIFA 2010.